# تروي بنسون
تروي بنسون (بالإنجليزية: Troy Benson)‏ هو لاعب كرة قدم أمريكية أمريكي، ولد في 30 يوليو 1963 في ألتونا في الولايات المتحدة.

## وصلات خارجية
- تروي بنسون على موقع مرجع كرة القدم المحترفة.كوم (الإنجليزية)